# Corynocarpus rupestris
Corynocarpus rupestris är en tvåhjärtbladig växtart. Corynocarpus rupestris ingår i släktet Corynocarpus, och familjen Corynocarpaceae.

## Underarter
Arten delas in i följande underarter:
- C. r. arborescens
- C. r. rupestris